# ロード・ウォリアーズ
ザ・ロード・ウォリアーズ（The Road Warriors）は、プロレスのタッグチーム、ユニットである。アメリカ合衆国のプロレスラーであるロード・ウォリアー・ホークとロード・ウォリアー・アニマル（日本では、各々ホーク・ウォリアー、アニマル・ウォリアーと呼称された）によって結成された。
別名義として、ザ・リージョン・オブ・ドゥーム（The Legion of Doom、略称：LOD）のユニット名でも活動した。入場テーマ曲はブラック・サバスの『IRON MAN』。

## 概要
それぞれ「クラッシャー・フォン・ヘイグ」「ザ・ロード・ウォリアー」のリングネームでデビューしていたマイク・ヘグストランドとジョー・ロウリネイティスが、1983年にNWAジョージア地区（ジム・バーネット主宰のジョージア・チャンピオンシップ・レスリング）のレスラー兼ブッカーだったオレイ・アンダーソンのブッキングでタッグを結成。マネージャーにはプロレスラーを引退したポール・エラリングが就く。当初はエラリングが率いていたバズ・ソイヤー、ジェイク・ロバーツ、キングコング・バンディ、ザ・スポイラー、アーン・アンダーソンらヒール軍団「リージョン・オブ・ドゥーム」の一員としてデビューした。
タッグ結成を機に、ヘグストランドはロード・ウォリアー・ホーク、ロウリネイティスはロード・ウォリアー・アニマルとリングネームを改め、タッグのチーム名は1981年に公開された映画『Mad Max 2: The Road Warrior』の世界観からザ・ロード・ウォリアーズと名付けられ、外見のイメージも同映画に登場する荒くれ者を踏襲。初来日時には「シカゴで用心棒をしていた」「貧困の時代にはネズミを食べていた」「スラムでゴミ箱を漁っていたところをエラリングにスカウトされた」などと宣伝された。

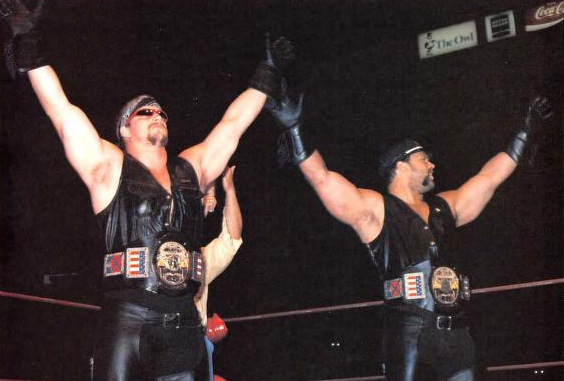
初期コスチューム（1983年）

結成当初のコスチュームはサングラスにレザーのベストや制帽を身に付けた暴走族スタイルだったが、後に両者とも顔にペイントを施し、頭髪をアニマルは「モヒカン刈り」、ホークはそれと対を成すように「逆モヒカン刈り」にした。これはホークの顔が優しすぎるのをカバーするためだったという。また、フェイスペイントはビル・ワットの提案で施された。入場時は巨大な棘の付いたアメリカンフットボールのプロテクターをコスチュームに、サードロープの下から滑り込むようにリングインし、コールも受けずにそのまま暴れ回る試合が多かった。しかし、ファイトスタイル自体はあまり凶器攻撃などは行わない正統なもので、ヒールのポジションにありながら、次第にファンの支持を獲得。ヒールとベビーフェイスを融合させたスタイルの確立に成功する。試合は常に秒殺勝利であり（彼らの試合時間は（3分を180秒のように）秒単位で実況されていた）、そのインパクトと存在感から圧倒的な人気を獲得するようになった。

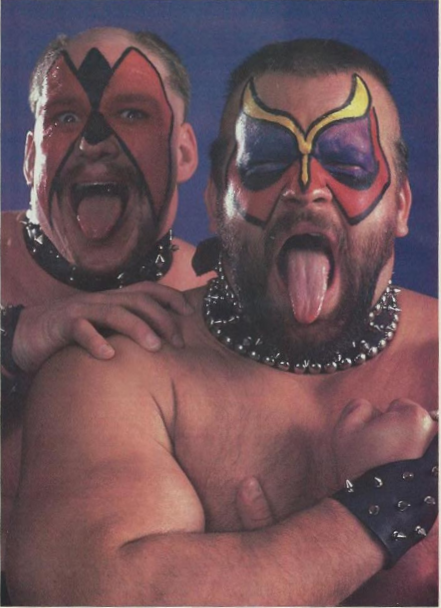
ホーク&アニマル（1986年）

1983年にジョージア地区でデビュー後、NWAナショナル・タッグ王座を通算3回獲得。1984年からはAWAに移籍、当初はジョージア時代と同様にヒールのポジションだったが、人気が高まりベビーフェイスに転向。その後はジム・クロケット・プロモーションズを経てWCWのリングにも上がり、日本には全日本プロレス、新日本プロレス、SWS、WJプロレスに来日。WWF（現：WWE）に参戦した際は、NWAジョージア時代のユニット名であるリージョン・オブ・ドゥームを名乗った（当時、WWFには同じく「ウォリアー」をリングネームとするアルティメット・ウォリアーが大スターとして活躍していたため、ビンス・マクマホンがチーム名の変更を要請したという）。その後のアメリカプロレス界の激変を受け、NWA、AWA、WWFの三大メジャー団体の世界タッグ王座を制覇した史上唯一のタッグチームとなった。
アニマルの途中欠場や解散・再結成の紆余曲折を経て、いずれのリングでも大活躍したが2003年にホークが急死したため、事実上の解散となった。その後アニマルは、2005年にハイデンライクをパートナーに新生リージョン・オブ・ドゥーム（LOD2005）を結成、WWEタッグ王座を獲得している。
2011年、ホークとアニマルのオリジナル・ロード・ウォリアーズで初代マネージャーのエラリングと共にWWE殿堂に迎えられた。

## 日本での活躍
テレビ東京『世界のプロレス』にて活躍が知れ渡ったことから、以前から来日が待望されていた。1985年3月7日の初来日当日に成田空港で行われた記者会見には、プロレスマスコミだけでなく一般週刊誌も取材に駆け付けた。天龍源一郎は彼らの初来日直前に、『世界のプロレス』の解説を務めていた門馬忠雄に「ロード・ウォリアーズを知りたいので『世界のプロレス』のテープを貸してほしい」と告げ、門馬から番組のテープを借りたという。翌3月8日、全日本プロレス『激闘! エキサイティング・ウォーズ』の船橋市大会において、ジャパンプロレスのアニマル浜口&キラー・カーンを3分39秒で破り、衝撃的な日本デビューを飾る。初来日時のギャラは『週刊プロレス』『週刊ゴング』『東京スポーツ』によれば、マネージャーのポール・エラリングと合わせて1週間で3万ドルだったとされる（ブルーザー・ブロディの新日本プロレス移籍は、彼らの厚遇に対する不満によるものともされる）。
以降「暴走戦士」「超怪力暴走族」などの異名でマネージャーのエラリングを伴って全日本プロレスを主戦場とし、ジャンボ鶴田、天龍、谷津嘉章らを相手に激闘を展開。「秒殺」といえる程の短時間で勝負を決めたり、勝敗を度外視して暴走し、やりたい放題でリングを後にしたりすることも珍しくなかった（漫画作品『プロレス・スターウォーズ』では、現実以上の怪物的なタッグチームとして描かれた）。アメリカでのスケジュールが多忙だったため、世界最強タッグ決定リーグ戦への出場は実現しなかったものの、全日本プロレスへの来日は1989年3月まで続いた。
1990年7月、新日本プロレスに初参戦。長州力&マサ斎藤、武藤敬司&蝶野正洋、木村健悟&木戸修などのチームと対戦した。以降、WWF参戦を経てホークは1992年11月より新日本プロレスを主戦場とし、欠場中だったアニマルに代わりパワー・ウォリアーを新パートナーに「ヘルレイザーズ」を結成。その後1996年、ホーク、パワー、復帰したアニマルの3人で「トリプル・ウォリアーズ」を名乗った。
1999年5月には全日本プロレスに復帰して、ジャイアント馬場の追悼興行となった東京ドーム大会に出場。アニマルの実弟ジョニー・エースを加えての6人タッグマッチにおいて、小橋健太、秋山準、ハクシのトリオを破った。
2001年12月にはZERO-ONEの大阪城ホール大会『真撃』に出場、大谷晋二郎&田中将斗から勝利を収めている。
2003年3月と7月にはWJプロレスに参戦。同年10月19日にホークが死去しており、7月の参戦時がホーク&アニマルの "オリジナル" ロード・ウォリアーズとしての最後の来日となった。

## 年表
- 1983年、ロード・ウォリアーズとしてNWAジョージア地区でデビュー。
- 1983年6月10日、架空の王座決定トーナメントに優勝したとしてNWAナショナル・タッグ王者となる（同王座は前王者チームのワイルド・サモアンズが1983年1月にジョージアを離れて以来、空位となっていた）[14]。以降も翌年1月28日にバズ・ソイヤー&ブレット・ソイヤー、5月20日にジャンクヤード・ドッグ&スウィート・ブラウン・シュガーを破り、同王座を通算3回獲得[14]。
- 1983年8月30日、ビル・ワット主宰のMSWAに参戦。ミシシッピ州ジャクソンにてジム・ドゥガン&マグナムTAの保持していたミッドサウス・タッグ王座に挑戦[15]。
- 1984年5月6日、マスクド・スーパースター&キングコング・バンディに敗れてNWAナショナル・タッグ王座から陥落[14]。
- 1984年7月、地元のミネソタを本拠地とするバーン・ガニア主宰のAWAに移籍。同時期、AWAの提携団体であるテネシー州メンフィスのCWAにも出場し、ジェリー・ローラー&オースチン・アイドルなどのチームと対戦[16]。
- 1984年8月25日、ネバダ州ラスベガスでクラッシャー・リソワスキー&バロン・フォン・ラシクを破りAWA世界タッグ王座を獲得[17]。以降、ファビュラス・ワンズ（スティーブ・カーン&スタン・レーン）、ラリー・ヘニング&カート・ヘニング、サージェント・スローター&ジェリー・ブラックウェルなどのチームと抗争[18]。
- 1984年10月26日、セントルイスのキール・オーディトリアムにてザ・ファンクス（ドリー・ファンク・ジュニア&テリー・ファンク）を相手にAWA世界タッグ王座を防衛[19]。
- 1985年3月、全日本プロレスに初来日。3月9日、両国国技館にてジャンボ鶴田＆天龍源一郎が保持するインターナショナル・タッグ王座に挑戦[20]。3月14日、愛知県体育館にて長州力&キラー・カーンを相手にAWA世界タッグ王座を防衛[21]。
- 1985年7月16日、ジム・クロケット・ジュニアの運営するNWAミッドアトランティック地区に登場。『グレート・アメリカン・バッシュ』にてNWA世界タッグ王者チームのザ・ラシアンズ（イワン・コロフ&クラッシャー・クルスチェフ）とAWA対NWAのダブルタイトルマッチで対戦。この試合を機に本格的にベビーフェイスに転向[22]。以降、AWAとNWAを股にかけて活動。
- 1985年9月2日、NWAフロリダ地区のイベント "Battle of The Belts" にてハーリー・レイス&スタン・ハンセンを相手にAWA世界タッグ王座を防衛[23]。
- 1985年9月28日、AWAのイベント "SuperClash" にてファビュラス・フリーバーズ（マイケル・ヘイズ&テリー・ゴディ）を下しAWA世界タッグ王座を防衛するが[24]、翌29日、フリーバーズの乱入でジミー・ガービン&スティーブ・リーガルに敗れ王座から陥落[25]。
- 1986年2月14日、NWAフロリダ地区のイベント "Battle of The Belts II" にてブラックジャック・マリガンとトリオを組み、ケビン・サリバン、パープル・ヘイズ、マハ・シンと6人タッグマッチで対戦[26]。
- 1986年4月19日、タッグチーム・トーナメント "Crockett Cup" にて、決勝でロニー・ガービン&マグナムTAを破り優勝[27]。同年よりNWAミッドアトランティック地区（ジム・クロケット・プロモーションズ）を主戦場とし、イワン&ニキタ・コロフ、リック・ルード&レイジング・ブル、フォー・ホースメン（リック・フレアー、オレイ・アンダーソン、アーン・アンダーソン、タリー・ブランチャード）などのチームと抗争[18]。

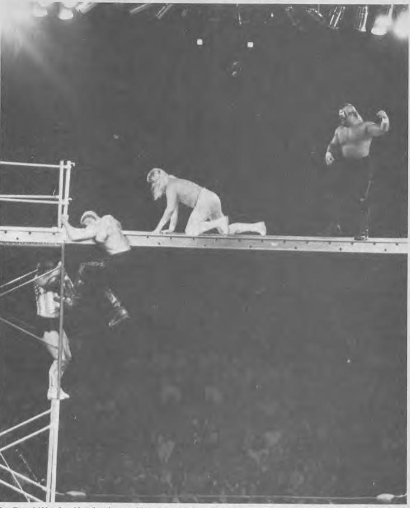
ミッドナイト・エクスプレスとのスキャフォールド・マッチ（1986年）

- 1986年11月27日、『スターケード'86』にてミッドナイト・エクスプレス（ボビー・イートン&デニス・コンドリー）を破り、スキャフォールド・マッチに勝利[28]。
- 1987年3月12日、日本武道館にて鶴田&天龍の鶴龍コンビを破り、インターナショナル・タッグ王座を獲得。以降、翌年6月10日に鶴田&谷津嘉章の五輪コンビに敗れるまで、1年以上にわたって戴冠[29]。
- 1987年9月20日、プエルトリコ・WWCの14周年記念興行にてファンクスと対戦[30]。
- 1988年1月28日、パワーズ・オブ・ペイン（ザ・バーバリアン&ザ・ウォーロード）との試合中のアクシデントでアニマルが鼻骨と頬骨を骨折。翌月いっぱい欠場を余儀なくされ、3月からの復帰後しばらくは、アイスホッケーのマスクを被って試合に出場していた[31]。
- 1988年10月29日、ミッドナイト・エクスプレス（イートン&レーン）を破りNWA世界タッグ王座を獲得[32]。
- 1988年12月26日、テッド・ターナーのジム・クロケット・プロモーションズ買収によるWCW発足後の『スターケード'88』にて、ダスティ・ローデス&スティングを相手にNWA世界タッグ王座を防衛[33]。
- 1989年4月2日、バーシティ・クラブ（マイク・ロトンド&スティーブ・ウィリアムス）に敗れNWA世界タッグ王座から陥落[32]。以降、サモアン・スワット・チーム（サムゥ&ファトゥ）、スカイ・スクレイパーズ（ダニー・スパイビー&マーク・キャラス）、ドゥーム（ブッチ・リード&ロン・シモンズ）などのチームと抗争[18]。
- 1990年7月、新日本プロレスに初参戦。その後、リージョン・オブ・ドゥーム名義でWWFに移籍。アルティメット・ウォリアーと共闘して、デモリッション（アックス、スマッシュ、クラッシュ）と抗争[18]。
- 1991年3月24日、WWF年間最大のイベントであるレッスルマニアに初出場。『レッスルマニアVII』にてパワー&グローリー（ハーキュリーズ&ポール・ローマ）に59秒で勝利[34]。
- 1991年3月30日、WWFの提携団体SWSに来日し、東京ドームでハルク・ホーガン&天龍と対戦[35]。
- 1991年8月26日、ニューヨークのマディソン・スクエア・ガーデンにて、ナスティ・ボーイズ（ブライアン・ノッブス&ジェリー・サッグス）を破りWWF世界タッグ王座を獲得[36][37]。以降、ナチュラル・ディザスターズ（アースクエイク&タイフーン）との抗争を経て、翌年2月7日、マネー・インコーポレーテッド（テッド・デビアス&IRS）に敗れるまで戴冠[36]。
- 1992年9月、ホークが薬物問題によりWWFを離脱。アニマルも脊椎を負傷して長期欠場を余儀なくされ、事実上解散状態となる[38]。
- 1992年11月、新日本プロレスにてホークとパワーによるヘルレイザーズ結成[10]。
- 1996年1月、アニマルが復帰。WCWにてロード・ウォリアーズを再結成。スタイナー・ブラザーズ（リック・スタイナー&スコット・スタイナー）、ハーレム・ヒート（スティービー・レイ&ブッカー・T）、フェイシズ・オブ・フィアー（ミング&ザ・バーバリアン）、ディック・スレーター&バンクハウス・バックなどのチームと対戦し、スティング&レックス・ルガーの保持していたWCW世界タッグ王座にも挑戦[39]。
- 1996年4月、新日本プロレスに参戦。パワー・ウォリアーと共にトリプル・ウォリアーズを名乗り、6人タッグマッチでスタイナーズ&スコット・ノートンを破る[10]。
- 1997年2月、WWFに復帰。ネーション・オブ・ドミネーション、ハート・ファウンデーション、トゥルース・コミッションなどのユニットと抗争[40]。
- 1997年10月7日、ザ・ゴッドウィンズ（ヘンリー・O・ゴッドウィン&フィニアス・I・ゴッドウィン）を破りWWFタッグ王座を再び獲得[36][37]。同年11月24日、ニュー・エイジ・アウトローズ（ロード・ドッグ&ビリー・ガン）に敗れるまで戴冠[36]。
- 1998年3月29日、LOD2000（リージョン・オブ・ドゥーム2000）を名乗り『レッスルマニアXIV』に登場。タッグチーム・バトルロイヤルを征する[41]。
- 1998年5月25日、LOD2000にドロズが加入。以降、ホークの欠場中にアニマルのパートナーを務めるが、ホークの復帰に伴い両者の対立アングルが組まれる。
- 1999年4月、WWFを離脱。以降はi-Generationなどのインディー団体を転戦。
- 2001年1月、WCWに復帰するが、3月にWCWは活動を停止してWWFに吸収合併される。以降はセミリタイアし、インディー団体に単発出場。
- 2002年12月18日、TNAに登場。
- 2003年5月12日、WWE『RAW』に最後の登場。ケイン&ロブ・ヴァン・ダムと対戦[18]。
- 2003年10月19日、ホーク死去。事実上の解散。
- 2005年7月24日、アニマルとハイデンライクのLOD2005としてWWE『グレート・アメリカン・バッシュ』に出場、MNM（ジョーイ・マーキュリー&ジョニー・ナイトロ）を破り、WWEタッグ王座を獲得[42]。
- 2007年9月1日にアニマルが久々に来日し健介office自主興行に出場。かつてホークとチームを組んでいたパワー・ウォリアーと「ヘル・ウォリアーズ」を結成し、ドゥームズデイ・デバイス（ダブル・インパクト）で勝利を収めた。2008年5月11日にメキシコシティでUWA世界タッグ王座を獲得し、元UWA役員から王座を認定されているが、正式なUWA王座とされず防衛戦もしなかった。
- 2011年4月2日、ホークとアニマルおよび初代マネージャーのポール・エラリングがWWE殿堂入り。
- 2020年9月22日、アニマル死去。

## サポートメンバー
- アルティメット・ウォリアー
- パワー・ウォリアー
- ドロズ
- ハイデンライク
- ポール・エラリング（初代マネージャー）
- サニー（LOD2000のマネージャー）
- クリスティ・ヘミ（英語版）（LOD2005のマネージャー）

## 獲得タイトル
アニマル&ホーク
- ジョージア・チャンピオンシップ・レスリング
  - NWAナショナル・タッグ王座：3回[14]
- アメリカン・レスリング・アソシエーション
  - AWA世界タッグ王座：1回[17]
- 全日本プロレス
  - インターナショナル・タッグ王座：1回[29]
- ミッドアトランティック・チャンピオンシップ・レスリング
  - NWA世界タッグ王座：1回[32]
  - NWA世界6人タッグ王座：3回（w / ダスティ・ローデス×2、天龍源一郎×1）[43]
- ワールド・レスリング・フェデレーション / WWE
  - WWF世界タッグ王座：2回[36][37]
  - WWE殿堂：2011年[18]
- ナショナル・レスリング・アライアンス
  - NWA殿堂：2012年[44]
- インディー
  - i-ジェネレーション・タッグ王座：2回
  - IPWハードコア・タッグ王座：1回
  - PCW世界タッグ王座：1回
- その他
  - ハードコア殿堂：2021年

ヘルレイザーズ（ホーク&パワー）
- 新日本プロレス
  - IWGPタッグ王座：2回[45]

LOD2005（アニマル&ハイデンライク）
- ワールド・レスリング・エンターテインメント
  - WWEタッグ王座：1回[36]

## 入場テーマ
- IRON MAN（アイアン・マン） - Black Sabbath
- What A Rush

## 影響下のタッグチーム

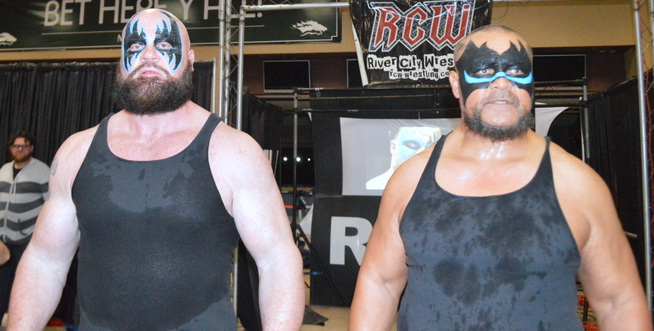
左がウォーロード、右がバーバリアン（2016年）

その活躍にあやかり、1980年代中盤から後半にかけて、ロード・ウォリアーズの影響を受けたギミックのタッグチームが各地で誕生した。
- デモリッション [46]

デモリッション・アックス（マスクド・スーパースターとして知られるビル・イーディー）とデモリッション・スマッシュ（クラッシャー・クルスチェフ、リポマンなどで知られるバリー・ダーソウ）のコンビ。ウォリアーズとの契約に難航していたWWFが1987年に独自にプロデュースした、WWFオリジナルのタッグユニットである。後にアックスに替わりデモリッション・クラッシュ（ブライアン・アダムス）が加入。当初はヒールとしてWWFに登場したが、マネージャーのミスター・フジと仲間割れしてからはベビーフェイスに転向し、下記のパワーズ・オブ・ペインなどと抗争を展開。しかしウォリアーズがWWFに移籍してくると、再びフジと結託してヒールターンし、ウォリアーズのライバルとして抗争を繰り広げた。もともと実力者同士のギミックチェンジによって誕生したチームだけに、単なるコピー版に止まらない実績を残した。
- パワーズ・オブ・ペイン [47]

ザ・バーバリアン（大相撲出身のコンガ・ザ・バーバリアン）とザ・ウォーロードのコンビ。元々はNWAでウォリアーズのフェイク版として本家と抗争を展開していた。上記のデモリッションのライバルとしてWWFに引き抜かれたが、本家ウォリアーズもWWFに移籍してくるとチームを解散してシングルに転向。バーバリアンはボビー・ヒーナンをマネージャーに毛皮のコスチュームをまとった野人ギミックに、ウォーロードはスリックをマネージャーに鎧を身に付けた剣闘士ギミックに変身したが、徐々にフェイドアウト。
- アメリカン・スターシップ [48]

コヨーテ（スコット・ホール）とイーグル（ダニー・スパイビー）のコンビ。1984年10月にNWAミッドアトランティック地区（MACW）で結成され、中西部のNWAセントラル・ステーツ地区（SCW）にも出場した。顔面ペイントは施さず髪型もロングであるなどビジュアル面では従来のタッグチームと変わらなかったものの、リングネームを含めチームコンセプトはウォリアーズの影響下にあった。MACWではイライジャ・アキーム&カリーム・モハメッドのザンブイ・エクスプレスと抗争し、SCWでは後にミッドナイト・ロッカーズを結成するマーティ・ジャネッティ&ショーン・マイケルズとも対戦したが、大きな活躍を果たすことなく解散。その後、ホールはAWA、スパイビーはWWFへ転出した。
- フリーダム・ファイターズ / ブレード・ランナーズ [51]

ジャスティス / ロック（ジム・ヘルウィッグ）とフラッシュ / スティング（スティーブ・ボーデン）のコンビ。1985年11月にメンフィスのCWAにてジャスティス&フラッシュのフリーダム・ファイターズとして結成される。1986年3月よりロック&スティングのブレード・ランナーズに改名してビル・ワット主宰のUWFに登場したが、キャリア不足もあって短命に終わった。チーム解散後、ヘルウィッグはフリッツ・フォン・エリック主宰のWCWAを経てWWF、ボーデンはUWF残留を経てNWA（WCW）に転戦し、それぞれシングルの世界王座を獲得することになる。